# Гренландско-Канадский порог
Гренландско-канадский порог — подводная возвышенность в северной части Атлантического океана, которая соединяет подводные основания островов Гренландия и Баффинова Земля (Канада).
Протягивается по дну Пролива Дэвиса на 75 километров. Наибольшая глубина порога 642 метра. Порог препятствует водообмену между Атлантическим океаном и Морем Баффина. В результате блокировки водных потоков глубинные слои моря Баффина заполнены холодной водой, погрузившейся с поверхности в зимний сезон.